# Ropica elongatula
Ropica elongatula là một loài bọ cánh cứng trong họ Cerambycidae.